# Вербовець (річка)
Вербовець — річка в Україні у Тернопільському районі Тернопільської області. Права притока річки Гори (басейн Дністра).

## Опис
Довжина річки приблизно 6,89 км, найкоротша відстань між витоком і гирлом — 6,19 км, коефіцієнт звивистості річки — 1,11. Формується декількома струмками. На деяких ділянках річка пересихає.

## Розташування
Бере початок на південно-східній стороні від села Нараїв. Тече переважно на південний схід через село Вербів і на південно-західній стороні від села Підлісне впадає в річку Гори, праву притоку річки Золота Липа.

## Цікаві факти
- Біля витоку річки на західній стороні на відстані приблизно 943 м пролягає автошлях Т 2007[2] (автомобільний шлях територіального значення в Тернопільській та Львівській областях. Проходить територією Бережанського району через села Нараїв, Шайбівка; Перемишлянського району — села Болотня, Іванівка (колишній Янчин) та з'єднується з автомобільною дорогою Т 1417 у селі Брюховичі.).